# Phymasterna dendrodromia
Phymasterna dendrodromia là một loài bọ cánh cứng trong họ Cerambycidae.